# Temelec
Temelec – jednostka osadnicza w Stanach Zjednoczonych, w stanie Kalifornia, w hrabstwie Sonoma.